# HELLO! DRIVE! -ハロドラ-
『HELLO! DRIVE! -ハロドラ-』（ハロー!・ドライブ! -ハロドラ-）は、2016年10月3日から2019年6月28日までRadio NEOで放送されていたラジオ番組。

## 概要
ハロー!プロジェクトの現役、OGメンバーを中心としたアップフロントグループ所属のアーティストがパーソナリティを務め、平日夕方のドライブタイムに役立つ情報と音楽を放送する番組としてスタートした。
2017年10月からは放送時間が夕方から深夜に移動となり、また、2018年4月から放送時間がこれまでの1時間から20分短縮され、40分の放送となり、同年10月からは更に10分短縮され、30分の放送となった。

## 放送時間

### 放送時間の変遷
- 毎週月曜 - 金曜 18:00 - 19:00（2016年10月3日 - 2017年9月29日）
- 毎週月曜 - 金曜 23:00 - 24:00（2017年10月2日 - 2018年3月30日）
- 毎週月曜 - 金曜 24:00 - 24:40（2018年4月1日 - 9月28日）
- 毎週月曜 - 金曜 24:00 - 24:30（2018年10月1日 - 2019年6月28日）

## パーソナリティ

### 2016年10月 - 2017年9月
- 月曜日：尾形春水(モーニング娘。'17)、野中美希(モーニング娘。'17)、小関舞(カントリー・ガールズ)
- 火曜日：夏焼雅(PINK CRES.)、宮本佳林(Juice=Juice)[注 1]、小林ひかる or 二瓶有加(PINK CRES.) ※小林と二瓶は週替わりでどちらかが出演。段原瑠々(Juice=Juice)[注 2]
- 水曜日：保田圭、広瀬彩海(こぶしファクトリー)、小片リサ(つばきファクトリー)
- 木曜日：相川茉穂[注 3](アンジュルム)、上國料萌衣(アンジュルム)、笠原桃奈(アンジュルム)[注 4]、勝田里奈(アンジュルム)[注 5]、中西香菜(アンジュルム)[注 6]
- 金曜日：マンスリーDJ ※月替わりでアップフロントグループ所属メンバーが担当する。[注 7]
  - 2016年10月：℃-ute
  - 2016年11月：モーニング娘。'16[注 8]
  - 2016年12月：こぶしファクトリー
  - 2017年1月：カントリー・ガールズ
  - 2017年2月：つばきファクトリー
  - 2017年3月：モーニング娘。'17[注 9]
  - 2017年4月：Juice=Juice
  - 2017年5月：Bitter & Sweet
  - 2017年6月：アンジュルム
  - 2017年7月：こぶしファクトリー[注 10]
  - 2017年8月：つばきファクトリー
  - 2017年9月：モーニング娘。'17[注 11]

### 2017年10月 - 2019年6月
2017年10月からはマンスリー枠がなくなり、各曜日とも現役ハロメンとOGとの組み合わせになる。
- 月曜日：宮本佳林(Juice=Juice)[注 13]、鈴木愛理[2]
- 火曜日：小片リサ(つばきファクトリー)、PINK CRES.
- 水曜日：野中美希(モーニング娘。'19)[注 14]、尾形春水(モーニング娘。'18)→羽賀朱音(モーニング娘。'19)[注 15]、中島早貴
- 木曜日：小関舞(カントリー・ガールズ)、広瀬彩海(こぶしファクトリー)、一岡伶奈(BEYOOOOONDS)(小関・広瀬・一岡は週替わりで2人が出演)、工藤遥[注 16]
- 金曜日：上國料萌衣(アンジュルム)、笠原桃奈(アンジュルム)、船木結(アンジュルム / カントリー・ガールズ)、川村文乃(アンジュルム)、太田遥香(アンジュルム)、伊勢鈴蘭(アンジュルム)(上國料・笠原・船木・川村・太田・伊勢は週替わりで2人出演[注 17])、道重さゆみ

## コーナー
- 全曜日共通コーナー
  - 深夜のパジャマ女子トーク（2018年10月 - ）

- 過去
  - お仕事がんばりゃー！(2016年10月 - 2017年9月)
  - こちらハロプロ東海探偵社！(2016年10月 - 2017年9月)→こちらハロプロ東海探偵社！ザ・ワールド（2017年10月 -2018年9月 ）

- 曜日別コーナー